# Raimund Friedrich Kaindl
Raimund Friedrich Kaindl (n. 31 august 1866, Cernăuți, Imperiul Austriac – d. 14 martie 1930, Graz, Republica Austriacă) a fost un istoric și etnograf german (mai precis german bucovinean), profesor la Universitatea din Cernăuți din nordul Bucovinei. În anii 2000 la Cernăuți au loc conferințe anuale consacrate acestui etnograf. Conferințele poartă titlul „Кайндливськи читання”.

## Publicații
- R. Kaindl, Geschichte der Deutschen in der Karpathenlandern, Gotha, 1911.
- Sagen und Märchen aus der Bukowina. Mitgeteilt von R. Kaindl. 1. Doka, die Bergjungfrau. In der Nähe von Homor erhebt sich ein gewaltiger. Tradusă în română ca: Legendele și basmele din Bucovina.
- Traducere din germană: Хуцулы, их життя, та народны переказы, Молодой Буковинец, Cernăuți, 2000.

ș.a.